# Мраково (Кугарчинский район)
Мраково (баш. Мораҡ) — село в Кугарчинском районе Республики Башкортостан, административный центр района и Мраковского сельсовета.

## Этимология
Село в прошлом имело два названия: Красная Мечеть и Мраково. Поводом послужило то, что в центре села стояла мечеть, окрашенная в красный цвет. Другая версия сообщает о том, что (материалы 3 ревизии, 1795 год[уточнить]) основателями деревни были сыновья Мурака (Морак) — Хамит и Хабибулла Мураковы.

## Физико-географическая характеристика
Село расположено на правом берегу реки Большой Ик в 271 км к югу от Уфы и в 67 км к юго-востоку от ближайшей ж/д станции (г. Мелеуз).

## Климат
| Показатель                    | Янв.  | Фев. | Март | Апр. | Май  | Июнь | Июль | Авг. | Сен. | Окт. | Нояб. | Дек.  | Год   |
| ----------------------------- | ----- | ---- | ---- | ---- | ---- | ---- | ---- | ---- | ---- | ---- | ----- | ----- | ----- |
| Средний суточный максимум, °C | −8    | −5   | 0    | 14   | 20   | 24   | 29   | 27   | 19   | 9    | 0     | −6    | 10,25 |
| Средняя температура, °C       | −11,5 | −9,6 | −3,9 | 8,3  | 13,9 | 18,5 | 21,8 | 21   | 11,8 | 5,1  | −3    | −10,4 | −5,17 |
| Средний суточный минимум, °C  | −15   | −13  | −8   | 2    | 8    | 12   | 16   | 15   | 6    | 1    | −6    | −13   | −0,42 |
| Норма осадков, мм             | 37    | 35   | 27   | 25   | 56   | 55   | 61   | 21   | 25   | 52   | 51    | 32    | 476   |
| Температура воды, °C          | 0     | 0    | 0    | 5    | 13   | 18   | 23   | 24   | 17   | 11   | 3     | 0     | 10    |

## История

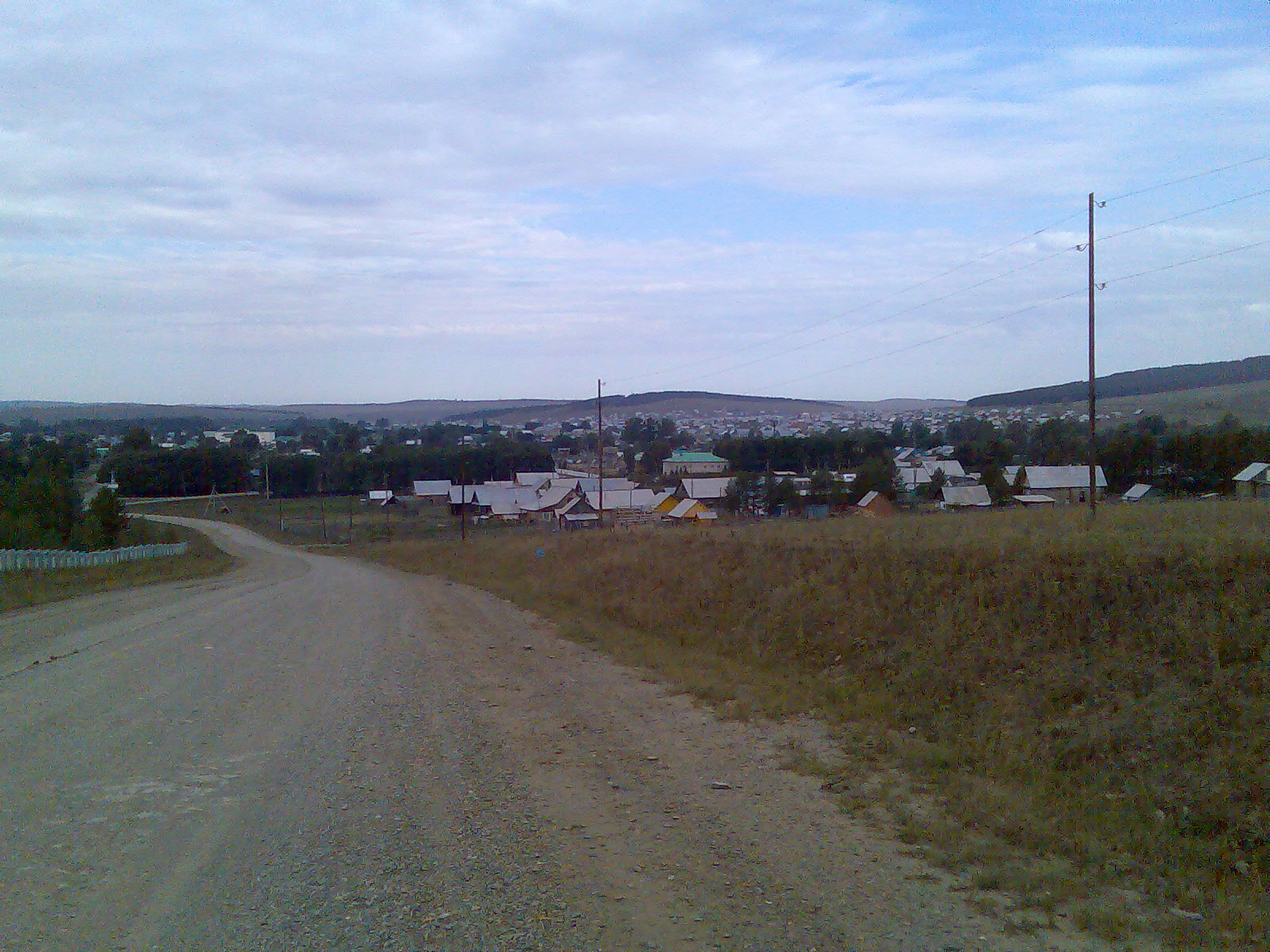
Въезд в Мраково

Основано в 1-й половине XVIII века башкирами Кипчакской волости Ногайской дороги на собственных землях.
24 мая 1770 года (считается как первое упоминание) в деревне побывал академик Иван Лепёхин и оставил описание «шайтан уйын» («бесова игра»).
Через деревню Красная Мечеть прошел Емельян Пугачёв, направляясь на Авзяно-Петровский завод. В 1795 году в селе было 32 двора с населением 162 человека. В 1859 году в 110 дворах проживало 654 башкира.
В списках населённых мест Оренбургской губернии Оренбургского уезда Кара-Кипчакской волости за 1871 год значится: деревня Мраково, дворов 126, жителей 681 человек, на реке Ик, от уездного города 150 верст, 1 деревянная мечеть. Одна водяная мельница. Базар по понедельникам. Массовый приток русских и других переселенцев в Мраково внес большие изменения в хозяйственную жизнь и быт населения. До 1900 года школы не было.
В 1905 году построены скипидарный завод и кожевенный, принадлежащий Яровтову. В 1910 году стала действовать первая мельница, открыта начальная школа, через реку Ик сооружен мост. К началу революции в с. Мраково работали фельдшерский пункт на 10 коек, один врач, три медсестры, действовали церковь, мечеть, три магазина, почта, библиотека, базар.
В 1910—1912 годах на Мраковской мехмельнице работали политические ссыльные, участники революции 1905 года, большевики Г. Смолин и Н. Свободин. В старом здании бывшего узла связи в феврале-июне 1918 года размещался штаб Мраковского ревкома и отряд Красной Армии. Здесь на заседании членов ревкома 10 июня 1918 года с речами выступали проходившие через село своими отрядами В. Блюхер и Н. Каширин. В 1919 году в с. Мраково временно был организован штаб армии, возглавляемый Заки Валиди.
Являлся административным центром Кипчакского кантона Башкурдистана (с 1919 года Башкирской АССР).
В 1924—1928 годах строится больница, начинает действовать радиоузел. В 1932 году организуется впервые детский сад. В 1933 году через село прошла шоссейная дорога Ира — Зилаир. В 1936 году завершается строительство Мраковской русской средней школы, через год — общественная баня, пожарное депо, через два года организуется лесничество, создается база лесхоза. В конце 1930-х годов стал функционировать промкомбинат.
В последующие годы райцентр заметно расширился, наибольших успехов достигла пищевая отрасль, постоянно развивает производство и увеличивает количество продукции пищекомбинат, который объединяет 2 колбасных цеха и цех по переработке масленичных культур. Лесхоз, кроме лесоохранной работы, занимался распиловкой леса, здесь готовились штакетники, штакетные звенья, столбы, жерди, мочала, метла, сани, срубы, пиломатериалы. Изготовлялись журнальные столики, полутора- и двухспальные кровати, табуретки, выпускались оконные и дверные блоки, рамы. В 1990 году в райцентр пришёл природный газ, ныне идёт плановая газификация производственных объектов и жилых домов.

## Население
| 1795  | 1859  | 1920  | 1939  | 1959  | 1970  | 1979  |
| ----- | ----- | ----- | ----- | ----- | ----- | ----- |
| 162   | ↗654  | ↗4116 | ↗4903 | ↗5181 | ↗5758 | ↗6667 |
| 1989  | 2002  | 2009  | 2010  | 2021  |       |       |
| ↗6872 | ↗8378 | ↘8333 | ↗8690 | ↗9092 |       |       |

В 1795 году в деревне было 32 двора с населением 162 человека. Через 64 года в ней в ПО дворах проживало 654 башкира. В 1920 году в Мраково жили башкиры и русские: в 799 дворах 4116 человек.
Национальный состав
Согласно переписи 2002 года, преобладающие национальности — башкиры (43,6 %), русские (42,2 %).
Согласно переписи 2020 года, преобладающие национальности — башкиры (53,8 %), русские (32,8 %), татары (11,6 %).

## Административное деление
В черте села находятся следующие микрорайоны:
- Центр,
- Совхозный,
- Северный,
- Новая жизнь,
- Восточный,
- Берёзовая роща,
- Молодёжный,
- Северо-Западный.

## Инфраструктура
В селе 4 детских сада. Функционируют средняя школа № 1, Башкирская гимназия, общеобразовательная школа имени З. Биишевой, детская школа искусств имени З. Биишевой, филиал Мелеузовского многопрофильного профессионального колледжа, Центр детского творчества, детско-юношеская спортивная школа с бассейном, центральная районная больница, Центральная районная модельная библиотека, Кугарчинский историко-краеведческий музей, Центр туризма и краеведения. Также в селе имеются стадион «Беркут», Аллея Славы, Аллея боевого братства, районный Дворец культуры, сельский Дом культуры, в котором имеется кинозал, две мечети, храм Покрова Пресвятой Богородицы. Ведётся строительство новой церкви.

## СМИ
Издаются районные общественно-политические газеты «Кугарчинские вести» (на русском языке) и «Мораҙым» (на башкирском языке). Адрес редакции: с. Мраково, ул. Ленина, 49.

## Религия
Мечети:
- Кызыл мечеть;
- Мечеть

Православные храмы:
- Церковь Покрова Пресвятой Богородицы

## Достопримечательности
- Памятник В. И. Ленину.

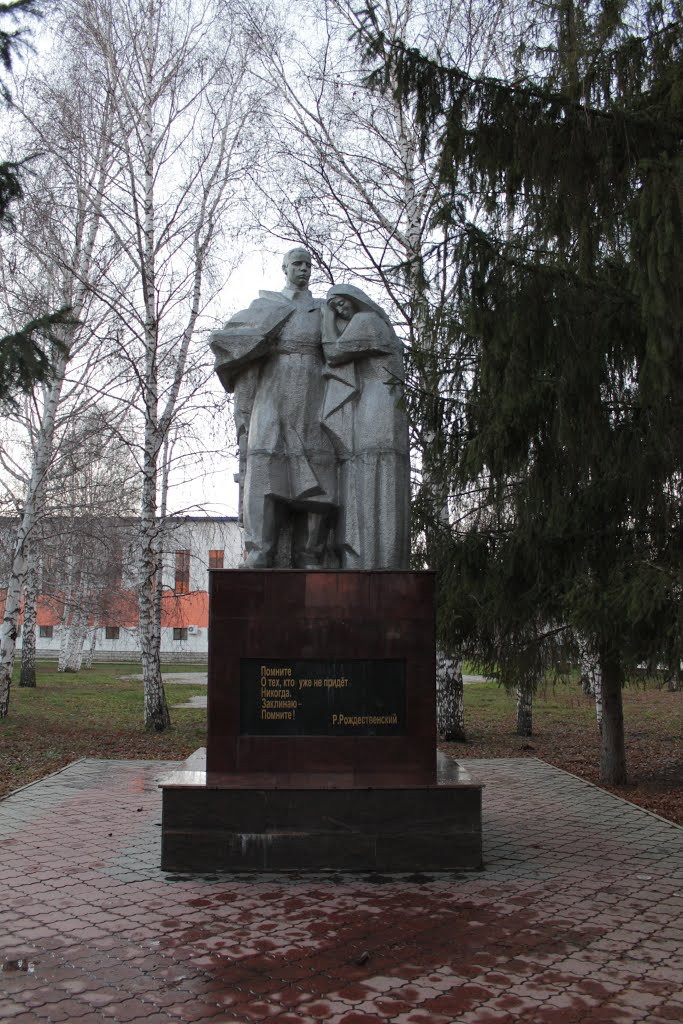
Памятник Скорбящей матери в Аллее Славы с. Мраково

- Памятник Скорбящей матери в Аллее Славы.
- Бюст З. А. Биишевой (установлен на территории Центра детского творчества).
- Памятник Таранову (в районе улицы Заречной).
- Памятник труженикам сельского хозяйства (в микрорайоне «Совхозный» установлен трактор, выпущенный в советское время).
- Вечный огонь (расположен в Аллее Славы. Открыт в 2023 году).
- Аллея боевого братства (возле Мраковской центральной районной больницы. Открыта после реконструкции в 2023 году).

## Известные уроженцы
- Копылов, Василий Данилович (15 июня 1921 — 1 марта 1966) — командир мотострелкового отделения 178-й танковой бригады (10-й танковый корпус, 40-я армия, Воронежский фронт), сержант, Герой Советского Союза[6].
- Богданов, Иван Антонович (8 декабря 1926 — 23 сентября 2004) — председатель Салаватского горисполкома 1972—1986 гг[7].
- Гафуров, Марсель Абдрахманович (10 мая 1933 — 16 июня 2013) — башкирский писатель, журналист, член Союза писателей Башкирской АССР (1982), заслуженный работник культуры РСФСР (1982) и Башкирской АССР (1976), лауреат премий имени С. Злобина (2005) и имени Б. Рафикова (2005)[8].
- Ибрагимова, Венера Латыповна(9 декабря 1940) — уроженка села, российский башкирский учёный, языковед, доктор филологических наук, профессор
- Фазлаев, Рафкат Галимович (1952) — ветеринарный врач, доктор ветеринарных наук (2000), профессор (2002), член-корреспондент Российской Академии Естествознания (РАЕ), член диссертационного совета по защите докторских диссертаций при Башкирском государственном аграрном университете, член общества гельминтологов им. К. И. Скрябина при Российской Академии наук.
- Климов, Юрий Семёнович (21 сентября 1961 — 9 января 2000) — командир сводного отряда СОБРа, Герой Российской Федерации[9].